# Cheilanthes insularis
Cheilanthes insularis är en kantbräkenväxtart som beskrevs av Rasbach och Reichst. Cheilanthes insularis ingår i släktet Cheilanthes och familjen Pteridaceae. Inga underarter finns listade.